# Gliese 436 b
Gliese 436 b (GJ 436 b) es un exoplaneta del tamaño de Neptuno, que orbita la estrella enana roja Gliese 436. Fue descubierto en 2004, y fue el primer planeta extrasolar en el que se determinó que contenía agua. Es el menor planeta que se conozca que tiene tránsitos con su estrella. Se ha medido perturbaciones en su órbita, y se cree que son causadas por otro planeta de menor tamaño, al que se ha llamado Gliese 436 c.

## Descubrimiento
Gliese 436 b fue descubierto en 2004 por el equipo de caza de exoplanetas de Paul Butler y Geoffrey Marcy del Carnegie Institute of Technology de Washington, y de la Universidad de California, respectivamente. Junto con 55 Cancri e, fue el primero de una clase nueva de exoplanetas, de un tamaño similar a Neptuno.
En 2007 se observó los tránsitos del planeta con su estrella, y pudo determinarse gracias a esto el radio y masa del planeta. Es el menor planeta que se tenga conocimiento que tiene tránsitos con su estrella.

## Características físicas

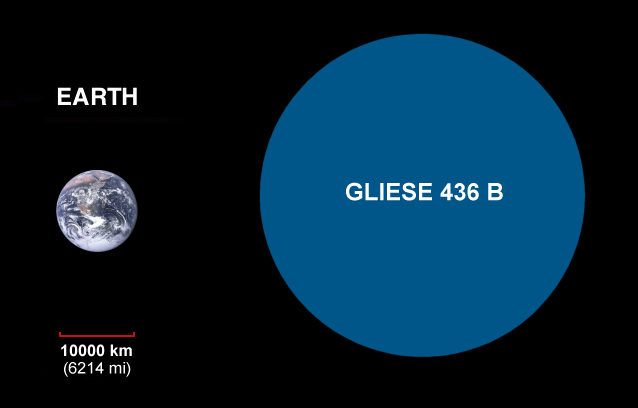
Comparación de tamaños relativos entre la Tierra y Gliese 436 b.

Tarda 2 días y 15.5 horas en completar una revolución alrededor de su estrella. La temperatura superficial del planeta es estimada de mediciones tomadas cuando pasa detrás de su estrella, teniendo un valor de 712 K (439 °C). Esta temperatura es bastante elevada para un planeta que sólo es calentado por la radiación de su estrella, por lo que se infiere que existe un gran nivel de calentamiento de marea, como resultado de la órbita excéntrica del planeta.
Debido a su relativamente pequeña masa, no puede ser un pequeño gigante gaseoso, porque los vientos estelares lo disiparían, debido a su pequeña gravedad. Sin embargo es demasiado masivo para ser un planeta rocoso. Se cree que su constituyente principal es lo que se llama hielo caliente, un material que no se encuentra en la Tierra salvo en el laboratorio, y que posee una temperatura de alrededor de 700 K, temperatura a la cual se mantiene sólido gracias a una enorme presión, en este caso provocada por la gravedad del planeta. Una capa externa de hidrógeno y helio, de hasta incluso un 10% de su masa, es probablemente necesaria sobre el hielo para compensar el radio planetario medido.